# Kim Song-guk (pugile)
Kim Song-guk (in chosŏn'gŭl: 김성국; 11 aprile 1984) è un pugile nordcoreano.

## Palmarès

### Olimpiadi
- 1 medaglia:
  - 1 argento (Atene 2004 nei pesi piuma)

### Mondiali dilettanti
- 1 medaglia:
  - 1 bronzo (Chicago 2007 nei pesi leggeri)

### Giochi asiatici
- 1 medaglia:
  - 1 bronzo (Doha 2006 nei pesi piuma)

### Campionati asiatici
- 2 medaglie:
  - 1 oro (Ulan Bator 2007 nei pesi leggeri)
  - 1 argento (Ho Chi Minh 2005 nei pesi piuma)